# VIH/sida en África

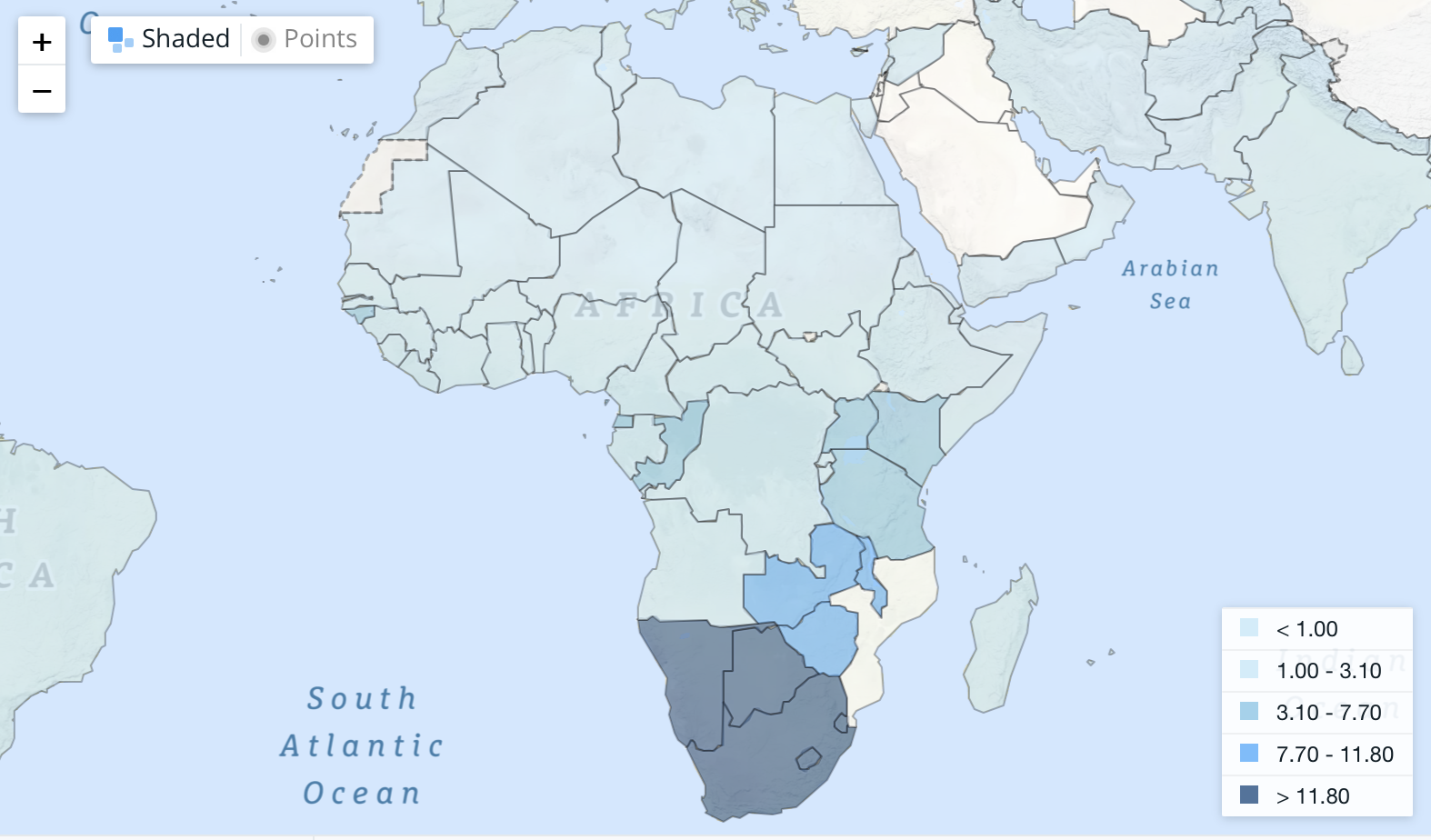
Prevalencia del VIH/SIDA en África, total (% de la población entre 15 y 49 años), en 2021 (Banco Mundial)

El VIH/sida en África es uno de los principales problemas de salud pública y causa de muerte. Aunque el África subsahariana está habitada por alrededor del 12% de la población mundial, se estima que más del 67% de las personas que vivían con VIH en el mundo en 2007 residían en África subsahariana y que el 72% de las muertes relacionadas con el sida en el mundo en 2007 ocurrieron en África subsahariana.

## Resumen
| Regiones del mundo                                                                                 | Prevalencia del VIH (15–49 años) | Total VIH casos | Muertes por sida en 2005 |
| -------------------------------------------------------------------------------------------------- | -------------------------------- | --------------- | ------------------------ |
| África Subsahariana                                                                                | 6.1%                             | 24.5m           | 2.0m                     |
| En todo el mundo                                                                                   | 1.0%                             | 38.6m           | 2.8m                     |
| Norte América                                                                                      | 0.55%                            | 1.3m            | 27,000                   |
| Europa Occidental                                                                                  | 0.3%                             | 5.8m            | 12,000                   |
| Comparaciones regionales de sida en 2020 (Source: UNAIDS, 2006 Report on the global AIDS epidemic) |                                  |                 |                          |

El Programa Conjunto de las Naciones Unidas sobre el VIH/sida (ONUSIDA) ha pronosticado los resultados para la región al año 2025. Estos van desde una meseta y posterior declive en las muertes que comienzan alrededor del 2012 para un crecimiento continuo y catastrófico en la tasa de mortalidad potencialmente con 90 millones de casos de infección.
Sin la adecuada nutrición, atención sanitaria y medicamentos (tales como los antirretrovirales) que están disponibles en los países desarrollados, un gran número de personas en África desarrollarán la enfermedad del sida por completo. Ellos no sólo serán incapaces de trabajar, sino que también requerirán de atención médica. Esto probablemente provocará un colapso de las economías y las sociedades.
En un artículo titulado “La muerte acecha a un continente,” Johanna McGeary intentó describir la gravedad de tema. "La sociedad más fuerte, no sus frágiles, son los que mueren – los adultos mueren, dejando a los ancianos y a los niños detrás. Usted no puede definir grupos de riesgo: cualquiera que sea sexualmente activo está en riesgo. Los bebés también, son involuntariamente infectados por sus madres. Apenas una sola familia permanece intacta. La mayoría no sabe cómo o cuándo contrajeron el virus, muchos nunca sabrán que lo tienen, muchos de los que saben no se lo dirán a nadie mientras se están muriendo”.

## Causas ambientales
Aunque muchos a gobiernos en las África subsahariana negaran que haya un problema durante años, ahora han comenzado a trabajar para las soluciones.
El gasto en salud en África nunca fue adecuado, ya sea antes o después de la independencia.
El sistema de atención de la salud heredado del colonialismo fue orientado hacia tratamientos curativo en lugar de programas preventivos. Los programas de prevención fuerte son piedras angulares de respuestas efectivas nacionales para sida, y los cambios requeridos en el sector de la salud han presentado desafíos enormes.
Varios factores contribuyen a la extensión de VIH. Un estigma se adjunta a la admisión de la infección por VIH y uso los condones. Así muchos niegan que el VIH causa sida. Thabo Mbeki, expresidente de Sudáfrica, y Robert Mugabe, expresidente de Zimbabue, ambos han sugeridos que el sida surge de la pobreza en lugar de la infección por VIH. Finalmente, muchos mitos van en contra del uso de condones, tal como las ideas que una conspiración quiere limitar crecimiento de la población africana y los condones ahogan el poder tradicional del hombre en su comunidad.
La falta de dinero es un desafío obvio, aunque hay una gran cantidad de ayuda distribuida en los países en desarrollo con alta incidencia de VIH/sida. La respuesta a la epidemia también es obstaculizada por falta de infraestructura, corrupción con ambas agencias donantes y agencias de gobiernos, donantes extranjeros no coordinando con gobierno nacional, y recursos equivocados.

## Midiendo la epidemia
Mediciones de prevalencia incluyen a todas las personas que viven con sida y VIH y tienen una presentación retrasada de la epidemia al agregar infecciones de VIH por muchos años. Por otra parte, la incidencia mide la cantidad de nuevas infecciones, usualmente durante el año anterior. No hay una manera práctica, ni fidedigna de evaluar las incidencias en África subsahariana. La prevalencia en las mujeres embarazadas entre 15-24 años que van a clínicas prenatales es a veces usada como una aproximación. 
La prueba usada para medir prevalencia es una prueba serológica, en donde la sangre es analizada para la detección del VIH.
Unidades de salud que hacen pruebas serológicas rara vez operan en comunidades rurales aisladas y la información obtenida tampoco evalúa a personas que buscan atención médica alternativa.

## Acceso al tratamiento
“El tratamiento es técnicamente factible en cualquier parte del mundo. Incluso la falta de infraestructura no es una excusa – no conozco ningún lugar en el mundo donde la verdadera razón del tratamiento del sida no esté disponible es que la infraestructura de salud ha agotado la capacidad para aplicarlo. No es el conocimiento que es la barrera. Es la voluntad política. Peter Piot, Director Ejecutivo del UNAIDS.
Los nuevos Medicamentos antirretrovirales (ARV) pueden desacelerar e incluso revertir la progresión de la infección por el VIH, lo que retrasa la aparición del sida por veinte años o más. Debido a su alto costo ($ 10.000 a $ 15.000 USD por persona por año para las patentes de medicinas y aproximadamente $ 800 USD en algunos países africanos para los medicamentos genéricos, sólo unos pocos de los 6 millones de personas en los países en desarrollo que necesitan tratamiento antirretroviral tienen acceso a los medicamentos. 
Sin embargo, el acceso a la terapia antirretroviral ha aumentado en más de ocho veces desde finales de 2003, con cerca de 810.000 personas (13,5 por ciento de los 6 millones que necesitan) en tratamiento.
Los ARV desempeñan un papel importante en la prevención. Cuando se sabe que los tratamientos están disponibles, las personas son más propensas a hacerse las pruebas y así es más probable que adopten comportamientos de menor riesgo. Los ARV también reducen la cantidad de VIH en la sangre, reduciendo así el riesgo de contagio.
Los pacientes que inician el tratamiento del VIH en general tienen que seguir tomando medicamentos por el resto de sus vidas. En las zonas donde el tratamiento farmacológico es costoso, algunas personas deben interrumpir su tratamiento. El factor clave en el costo de los ARV es el estado de las patentes, que permite a las compañías farmacéuticas recuperar los costos de investigación y obtener una ganancia, lo que permite el desarrollo de nuevos medicamentos. Las organizaciones de ayuda internacionales, como VSO, Oxfam y Médicos Sin Fronteras se han preguntado si los ingresos generados por los ARV realmente coinciden con los costos de investigación.
Las copias genéricas de medicamentos antirretroviral patentados son suministrados por los fabricantes de drogas en la India, Sudáfrica, Brasil, Tailandia y la República Popular de China. Debido a que los honorarios no son pagados a los titulares de patentes, los medicamentos pueden ser distribuidos a precios bajos en los países en desarrollo. La competencia genérica de producción y las “ofertas de precios" (las donaciones voluntarias de las empresas) han obligado a los titulares de patentes a reducir sus precios.
Pacientes con ARV requieren regularmente de pruebas periódicas de carga viral y el recuento de células CD4. Para ello se requiere de equipos de laboratorio costosos y buena logística de salud. Estos costos manejan el precio de la terapia ARV en los países africanos desde menos de $ 140 USD por persona y año (pppy) para los medicamentos por sí solos a aproximadamente $ 800 USD pppy cuando se realiza de acuerdo a las normas occidentales. 
Para muchos africanos, que viven por debajo del umbral de la pobreza de $2 USD el día /, (gobierno o de organizaciones no gubernamentales financiadas) el tratamiento gratis, pagado por ONG o por gobiernos, sigue siendo la única opción.

La iniciativa HIV de Estados Unidos, PEPFAR 6, concentra dos tercios de sus recursos para combatir el sida en África. A partir de 2004, el gasto mundial aumentó de $2.3B a $ 3.3B en el 2006. Un nivel de financiación de $4B se pidió para el 2007. 7.,  el departamento de estado de los Estados Unidos está concentrando dos tercios de sus recursos en el problema del sida en África.

La mejora de los recursos de drogas contra el sida y la malnutrición (DREAM), iniciativa promovida por la Comunidad de Sant’Egidio ha dado acceso a tratamiento antirretroviral gratuito a los medicamentos genéricos a los pobres a gran escala. Hasta el momento, 5000 personas están recibiendo tratamiento antirretroviral, especialmente en Mozambique, pero el programa también está siendo construido en Malawi, Guinea, Tanzania y otros países. El programa incluye análisis de sangre regularmente de acuerdo a las normas europeas. Está relacionada con la nutrición y los programas de saneamiento a cargo de voluntarios. La tasa de cumplimiento es del 94%.